# Of Monsters and Men
Of Monsters and Men és un grup musical d'estils folk, pop i rock independent format a Islàndia l'any 2010, els membres del qual són els vocalistes i guitarristes Nanna Bryndís Hilmarsdóttir i Ragnar Þórhallsson; Brynjar Leifsson a la guitarra, Arnar Rósenkranz a la bateria, i Kristján Páll sota domini del baix elèctric. Alguns mitjans de comunicació com la revista Rolling Stone els ha consolidat, ja, com els nous Arcade Fire.

## Primera exposició al públic
Quan Nana Bryndís tenia la idea confabulada al cap, va aconseguir iniciar el projecte amb tres nois més (en Ragnar, en Brynjar i l'Arnar) cap als voltants de l'any 2010 amb la missió de presentar-se al concurs musical islandès Músíktilraunir. Després de sortir amb èxit de la competició musical (van quedar en primer lloc), van llançar una gira al seu país amb dos membres més -Kristján Páll i Árni Guðjónsson; aquest últim, als teclats i l'acordió- i noves cançons al cap.
Després de sortir ben parats de tot arreu, el 2011 van llançar a la venda el seu primer EP amb Record Records, Into the Woods: un disc de quatre cançons que van recollir properament en el seu primer disc, My Head Is an Animal, que sortiria el 2012 amb la discogràfica Universal Records, disc el qual els llançaria al món amb el seu primer èxit anomenat “Little Talks” que va aconseguir esmunyir-se fins a les primeres posicions de les llistes d'èxits de molts estats del món.

## My Head Is an Animali la constitució del seu èxit
Després d'haver-se consolidat al món musical, Of Monsters and Men va iniciar una gira mundial. Durant els darrers anys han actuat a festivals de renom com el Newport Folk Festival, a Rhode Island i el Lollapalooza de Chicago l'estiu del 2012. Cosa que, al cap d'uns mesos, els va portar a llençar un nou single, "Mountain Sound", i la desaparició Árni Guðjónsson com a membre de la formació. Ara en formen part cinc components.
La seva música ha anat passant d'un racó del món a l'altre. El 2013 van actuar al T in the Park escocès, al festival Lollapalooza de Brasil i Xile, i al Coachella de Califòrnia (Estats Units) a l'abril; a més del Bonnaroo Music Festival de Manchester (Tennessee), i el festival Glastonbury L'any 2013, la cançó "Dirty Paws" del grup islandès va protagonitzar el tràiler de la pel·lícula The Secret Life of Walter Mitty, després de ser cridats per aparèixer a la banda sonora d'Els jocs de la fam: en flames amb "Silhouettes".

## Present:Beneath The Skin
El 2015 la banda islandesa emprèn una nova etapa de la seva carrera musical amb un nou treball Beneath The Skin, constituït per un senzill, "Crystals", que Of Monsters and Men va presentar durant el dia 16 de març, a més de l'aparició de "I Of The Storm", a l'abril, i "Empire" al maig. Fins al moment, totes les noves cançons han estat presentades a través de lyric videos ben creatius, on els protagonistes han estat persones fent playback.
A banda del nou àlbum, amb llançament el 9 de juny, els islandesos han confirmat la seva presència al Festival Cruïlla de Barcelona.
EP's
- Into the Woods (2011)

Àlbums d'estudi
- My Head is An Animal (2012)
- Beneath The Skin (2015)

Directes
- Live From Vatnagarðar (2013)

Senzills
- "Little Talks" (2011)
- "Mountain Sound" (2012)
- "Dirty Paws" (2012)
- "King and Lionheart" (2013)
- "Crystals" (2015)
- "I Of The Storm" (2015)
- "Empire" (2015)